# Deutsch-mikronesische Beziehungen
Die Beziehungen zwischen Deutschland und den Föderierten Staaten von Mikronesien bestehen seit 1992 und werden vom Auswärtigen Amt als „traditionell freundschaftlich und gut“ bewertet.

## Geschichte
Erste bilaterale Kontakte finden sich in der Kolonialzeit: Bereits im Jahr 1885 stritten sich das Deutsche Kaiserreich und das Königreich Spanien in der Karolinenfrage unter anderem um die Inselgruppe der Karolinen, die einen wesentlichen Teil des heutigen mikronesischen Staatsgebiets ausmachen. Der Streit ging zunächst zugunsten Spaniens aus, das die Kolonialherrschaft über die Karolinen übernahm. 1899 verkaufte Spanien die Inseln schließlich gemäß dem Deutsch-Spanischen Vertrag an das Deutsche Kaiserreich. Sie gehörten somit zu den deutschen Schutzgebieten in der Südsee und wurden zusammen mit anderen südpazifischen Inseln als Deutsch-Neuguinea verwaltet. 1910/11 wurde ein Aufstand der Sokehs niedergeschlagen. Mit der Besetzung durch Japan 1914 endete der koloniale Einfluss Deutschlands auf Mikronesien.

## Diplomatische Beziehungen
Seit dem 21. April 1992 existieren diplomatische Beziehungen. Deutschland unterhält keine Botschaft in Mikronesien, zuständig ist hierfür die Deutsche Botschaft Manila auf den Philippinen. Seitens Mikronesiens besteht auch keine Botschaft in Deutschland, zuständige Vertretung ist die mikronesische Botschaft Washington, D.C. in den Vereinigten Staaten.

## Wirtschaft und Entwicklung
Nach Einschätzung des Auswärtigen Amts verfügen die bilateralen Handelsbeziehungen über „ein äußerst bescheidenes Volumen“. So lagen die Importe nach Deutschland im Jahr 2014 bei 20.000 Euro, die Exporte nach Mikronesien bei 169.000 Euro.
Deutschland fördert vereinzelt Kleinstprojekte im Bereich der Technischen Zusammenarbeit. Mittelbar werden weitere entwicklungspolitische Vorhaben in Mikronesien über die Abgaben an die Europäische Union finanziert. Weiterhin fördert die Deutsche Gesellschaft für Internationale Zusammenarbeit ein Projekt zu nachhaltiger Forstwirtschaft in Staaten der Pazifischen Gemeinschaft, von der auch Mikronesien profitiert.